# Eduard Quintenz (Landrat)
Eduard Quintenz (* 12. Januar 1888 in Schwäbisch Gmünd; † 12. Juli 1977 in Tuttlingen) war ein württembergischer Politiker (1929–1933 WBP/DNVP, 1933–1945 NSDAP). Er war von 1936 bis 1938 Landrat des Kreises Oberndorf und von 1938 bis 1946 Landrat des Landkreises Tuttlingen.

## Leben
Eduard Quintenz war der Sohn des württembergischen Oberamtmanns Eduard Quintenz. Er studierte an der Eberhard-Karls-Universität in Tübingen, wo er Mitglied bei der CV-Verbindung Guestfalia wurde. Ab 1923 arbeitete er als Polizeidirektor in Friedrichshafen, wo er nach der Machtübertragung an die Nationalsozialisten enge Kontakte zur Geheimen Staatspolizei pflegte. Zugleich wehrte er sich gegen Eingriffe des NSDAP-Kreisleiters Hans Seibold in seinen Zuständigkeitsbereich. 1936 eskalierte der Streit zwischen Quintenz und Seibold, der in einem Parteiausschlussverfahren gegen Quintenz gipfelte. Quintenz wurde im Februar 1936 aus der Partei ausgeschlossen, der Parteiausschluss aber im März desselben Jahres wieder zurückgenommen und zu einer Verwarnung umgewandelt. Hintergrund des Streits war, dass Quintenz zuvor einen Privatbrief geöffnet hatte. Im Anschluss an das Parteiausschlussverfahren wurde Quintenz nach Oberndorf am Neckar versetzt, wo er bis 1938 Landrat war. 1938 wurde er Landrat des Landkreises Tuttlingen.
Anfang 1945 vereinbarte Quintenz mit den Tuttlinger Leitern von Gendarmerie und Polizei, Tuttlingen vor den anrückenden Französischen Streitkräften nicht zu verteidigen und die Infrastruktur der Stadt auf keinen Fall zu zerstören. Damit stellte sich Quintenz den Beschlüssen der NSDAP-Kreisleitung entgegen, die Tuttlingen mit Volkssturm-Einheiten verteidigen wollte. Im April 1945 blieb Quintenz in der Stadt, die NSDAP-Kreisleitung floh hingegen. Quintenz gab daraufhin den Befehl, eine weiße Fahne auf dem Honberg und auf der Stadtpfarrkirche zu hissen und somit die Kapitulation der Stadt vorzubereiten. Die weißen Fahnen wurden aber kurz darauf wieder von Wehrmachtssoldaten eingezogen. Als der militärische Kreiskommandant Merck die Tuttlinger Brücke der Bahnstrecke Tuttlingen–Inzigkofen sowie eine weitere Donaubrücke sprengen wollte, intervenierte Quintenz erfolglos gegen deren Sprengung. Erfolgreich konnte Quintenz in Zusammenarbeit mit der Polizei, Teilen des Militärs und der Bürgerschaft hingegen die Sprengung des Poststegs und des Schlachthausstegs verhindern. Am 21. April 1945 wurde Tuttlingen durch französische Einheiten befreit und Teil der Französischen Besatzungszone. Quintenz übergab auf dem Tuttlinger Marktplatz die Stadt den Franzosen.
Quintenz behielt als einziger Landrat in Südwürttemberg sein Amt. Jean Lucien Estrade, der Kreisbeauftragte der französischen Militärregierung, begründete diesen Schritt später damit, dass dieser viel Verwaltungserfahrung besaß und es an einer qualifizierten, aber unbelasteten Alternative zu Quintenz mangelte. Am 25. März 1946 wurde er hingegen als Landrat abgesetzt. Sein Nachfolger wurde Erich Schariry. Estrade bewertete Quintenz’ Arbeit während der Besatzungszeit folgendermaßen: Quintenz habe „die politische Säuberung des Kreises untergraben, wenn nicht sogar sabotiert […] Er zögerte nicht, falsche Zeugenaussagen beizubringen, um sowohl im Landratsamt wie auch in den Bürgermeisterämtern mehr als zweifelhafte Elemente im Amt zu behalten.“ „Insgesamt“, so Estrade, „lässt sich die ‚Quintenz-Zeit‘ durch den schlechten Willen des Landrats, durch einen fast völligen Misserfolg im Wiederaufbau der deutschen Verwaltung charakterisieren“.
Nach seiner Zeit als Landrat arbeitete Quintenz für die Landesverwaltung von Württemberg-Hohenzollern.